# LMO7
LMO7‏ (LIM domain 7) هوَ بروتين يُشَفر بواسطة جين LMO7 في الإنسان.